# 高校艦隊 指尖艦隊戰鬥！
《高校艦隊 指尖艦隊戰鬥！》，以《高校艦隊》原創電視動畫為題材改編的戰艦戰鬥遊戲，是Aniplex旗下智慧型手機遊戲，於2019年3月27日上線。
2018年4月7日公開官方網站，同時開放事前登錄。2019年3月27日正式上市。
2020年2月26日宣布將於2020年3月25日14時停止營運

## 概要
遊戲內容為敘述電視動畫後的內容，其中包括「晴風號」的成員也將出現於遊戲當中。

## 遊戲玩法
遊戲主要目標為攻防雙方的據點戰，提前獲勝目標為破壞敵方據點，遊戲時間為180秒（未包括技能發動時間），時間結束後計算雙方據點剩餘血量，較低者判為敗北。

遊戲戰艦類別分別為「大型艦」、「巡洋艦」和「航洋艦」，不同類型戰艦會有相剋能力。

遊戲角色採抽卡轉蛋機制。不同角色卡面會有相對應的角色技能與艦長技能，由玩家自行配置隊伍才能發揮效用，遊戲中亦有自動配置功能。

遊戲系統中玩家配有「指揮點數」，在配置軍艦和發動技能時，會消耗相對應的點數。玩家須審慎考量進行動作。

## 登場船艦
陽炎型航洋直接教育艦 晴風號(はれかぜ)
全長：118.5m / 寬幅：10.8m
橫須賀女子海洋學校所屬的航洋直接教育艦
搭載測試用設備，比同類型更快但不穩定
艦長：岬明乃
陽炎型航洋直接教育艦 天津風號(あまつかぜ)
全長：118.5m / 寬幅：10.8m
橫須賀女子海洋學校所屬的航洋直接教育艦
搭載強力鍋爐，可高速移動
艦長：高橋千華
陽炎型航洋直接教育艦 時津風號(ときつかぜ)
全長：118.5m / 寬幅：10.8m
橫須賀女子海洋學校所屬的航洋直接教育艦
艦橋前搭載各種砲台
艦長：榊原つむぎ
德意志級直教艦(ドイッチュラント級直接教育艦) 施佩伯爵海軍上將號(アドミラルシュペー)
全長：186.0m / 寬幅：21.6m
德國威廉港校所屬的小型直教艦
搭載28cm的砲台，通過柴油發動機
具有很長的航續力。
大和型超大型直接教育艦 武蔵號(むさし)
全長：263.0m / 寬幅：38.9m
橫須賀女子海洋學校所屬的航洋直接教育艦
船隻大小、火力、防禦力都皆為頂級
艦長：知名もえか。
改獨立型大型教員艦(改インディペンデンス型大型教員艦) 猿島(さるしま)
全長：127.4m / 寬幅：31.6m
藍色人魚的作戰艦艇
多功性能有極高的評價，現在各國的
藍色人魚都在跟進部署

## 遊戲歷史
- 2018年
  - 4月7日 事前登錄開放。
  - 6月1日起 陸續於官方網站開放Twitter的角色頭貼與封面。
  - 12月21日 遊戲原訂於2018年推出，官方宣布為提高遊戲品質，延遲至2019年春季發表[3]。
- 2019年
  - 3月7日 公開將於遊戲發表前的特別放送[4]。
  - 3月27日 遊戲正式於日本上市[2]。
- 2020年
  - 2月26日 停止購買マーメイドジュエル（有償分）
  - 3月25日 服務終止

## 音樂
主題曲
歌 - 岬明乃 (夏川椎菜)、宗谷ましろ (Lynn)、榊原つむぎ (西明日香)、高橋千華 (瀬戸麻沙美)

## 外部連結
- （日語）ハイスクール・フリート 艦隊バトルでピンチ！公式サイト （页面存档备份，存于）
- （日語）ハイスクール・フリート 艦隊バトルでピンチ！Twitter帳戶 （页面存档备份，存于）